# آنامور
آنامور (به ترکی استانبولی: Anamur) شهری است در کشور ترکیه که در استان مرسین واقع شده‌است. جمعیت این شهر بر اساس سرشماری سال ۲۰۰۸ میلادی ۳۳٬۹۳۵ نفر و بر اساس برآوردهای سال ۲۰۰۹ میلادی ۳۲٬۰۸۱ نفر می‌باشد.